# Merochlorops bicoloratus
Merochlorops bicoloratus är en tvåvingeart som beskrevs av Spencer 1986. Merochlorops bicoloratus ingår i släktet Merochlorops och familjen fritflugor. Inga underarter finns listade i Catalogue of Life.